# Танцующая процессия Эхтернаха

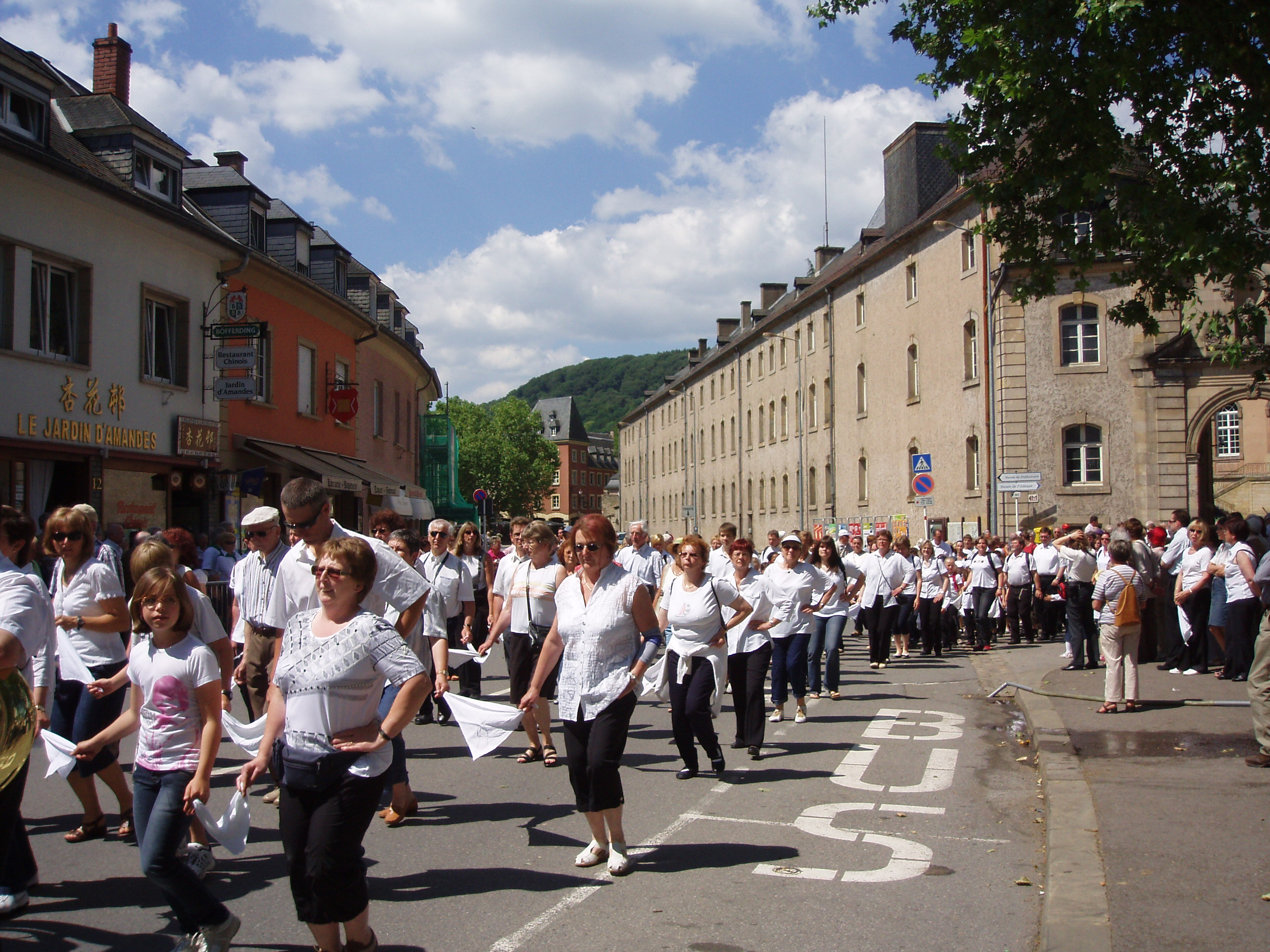

Танцующая процессия Эхтернаха (люкс. Iechternacher Sprangprëssessioun, нем. Echternacher Springprozession, фр. Procession dansante d'Echternach) — традиция католического танцевального шествия на праздник День воды в городе Эхтернах в восточной части Люксембурга. Является последним сохранившимся до нашего времени религиозным танцевальным шествием в Европе.
Согласно легенде, первое подобное шествие состоялось в 1347 году, когда окрестности поразила эпидемия крупного рогатого скота, характеризовавшаяся конвульсиями у животных. Виллиброрд якобы призвал людей подражать движениям животных, что должно помочь справиться с эпидемией. С тех пор в процессии нередко участвуют люди, больные эпилепсией и подобными заболеваниями, вознося во время неё молитвы об исцелении Виллиброрду.
Процессия проводится в каждый День воды на улицах Эхтернаха, её целью является чествование святого Виллиброрда, покровителя Люксембурга и основателя Эхтернахского аббатства. Мероприятие начинается у реки Зауэр с проповеди священника, после чего процессия, состоящая из музыкантов и паломников, направляется через весь город к городской церкви, проделывая путь длиной приблизительно 1,5 км, при этом танцуя особым образом (делая несколько шагов вперёд, затем назад). По прибытии к церкви танцы продолжаются около расположенной у её алтаря могилы Виллиброрда, после чего проводится причастие и мероприятие завершается.
Процессия пользуется большой популярностью у туристов, привлекая в Люксембург тысячи человек каждый год, а в 2010 году она была включена в список нематериального культурного наследия ЮНЕСКО.